# Muslim Magomáyev (músico)
Muslim Mahammad oglu Magomáyev (17 de agosto de 1942 - 25 de octubre de 2008), apodado el «Rey de los Cantares» y el «Sinatra soviético» fue un barítono y cantante pop soviético, oriundo de Azerbaiyán. Estuvo activo en los años 1960 y 1970.
Magomayev fue galardonado con varios honores, incluyendo Artista del Pueblo de Azerbaiyán, Artistas del Pueblo de la URSS (1973), Orden del honor (Federación de Rusia), la Orden de la Bandera Roja del Trabajo, Orden de la Amistad de los Pueblos, Orden Istiglal, y la Orden de "Corazón de Darko". Se convirtió en el director de arte de la Estatal de Azerbaiyán, Bandstand, la Orquesta Sinfónica en 1975 y estuvo de gira en Francia, Bulgaria, Finlandia y Canadá.

## Biografía
Muslim Magomáyev nació el 17 de agosto de 1942 en Bakú. Su padre - Magomet Magomáyev fue el escenógrafo y murió en la Segunda Guerra Mundial, 15 días antes de la Victoria.Su madre, Ayshet Magomáyeva, fue actriz. Su abuelo paterno fue Abdul Muslim Magomáyev, uno de los fundadores de la música clásica azerbaiyana.  
Muslim estudió en la escuela música del Conservatorio de Bakú. En 1956 Muslim fue aprobado a conservatorio de música de nombre de Asaf Zeynalli y terminó su educación en 1959. 
Su primera actuación musical se celebró en Bakú en la Casa de Cultura de Marineros de Bakú. En 1961 tuvo un debut en coro profesional. En 1962 Magomáyev recibió el premio de Festivo Mundial de los jóvenes y estudiantes en Helsinki gracias a su actuación de la canción "Alarma de Bukhenvald".
Su primer recital se celebró el 10 de noviembre de 1963 en la sala de conciertos en nombre de Chaikovski. 
En 1963 Muslim fue cantante principal del Teatro de opera y ballet de Azerbaiyán Akhundov. En los años 1964-1965 estaba trabajando en teatro de Milán "La Scala". 
En los años 60 del siglo XX Muslim Magomáyev tenía actuaciones en las ciudades grandes de la Unión Soviética. En 1966 y 1969 se celebraron las giras en París.
En 1969 en el Festivo Internacional en Sopot Muslim Magomáyev ganó el premio. 
En 1971, Magomáyev adquiere el título de Artista Nacional de la RSS de Azerbaiyán y en 1973 el título de Artista Nacional de la URSS.

## Títulos
- Artista emérita de la RSS de Azerbaiyán - 1964
- Artista Nacional de la RSS de Azerbaiyán - 1971
- Artista Nacional de la URSS - 1973
- Artista emérita de la RASS de Chechenia e Ingusetia[8]